# Benito Partisani
Benito Partisani, noto anche come Mastro Lupo (Predappio, 21 gennaio 1906 – Predappio, 24 maggio 1969), è stato un pittore, scultore e ceramista italiano.

## Biografia
Nacque a Predappio da genitori che gestivano un'osteria frequentata da anarchici e socialisti del tempo: così, con riferimento al suo padrino di battesimo Benito Mussolini (a quel tempo socialista e rivoluzionario), ricevette il proprio nome che gli sarà d'imbarazzo quando poi, appena ventenne, sarà riconosciuto meritevole nel campo dell'arte. 
Rimasto orfano del padre, ancora adolescente con la madre si era trasferito alla Spezia dove ricevette lezioni di scultura da Angiolo Del Santo.
Nel 1925, a Roma e contemporaneamente al servizio militare in Marina militare, seguì i corsi dell'Accademia di Belle Arti. 
Dopo il diploma romano vinse un concorso di pittura a Bologna e fu quindi invitato ad esporre suoi lavori alla Biennale di Venezia, ma rifiutò di parteciparvi per il suo carattere schivo. 

Decise anzi di non partecipare a mostre d'arte, dedicandosi al lavoro e all'impegno sociale, tanto che, nel dopoguerra, venne eletto sindaco di Predappio (1946-1951).
Diradati gli impegni politici preferì continuare la sua appartata vita di artista con studio nella sua Predappiodove, con lo pseudonimo di Mastro Lupo,  continuò tuttavia a coltivare la pittura e l'arte ceramica di cui tenne anche scuola. 
Alcune sue ceramiche sono firmate con lo pseudonimo «Tobe».
Morì prematuramente nel 1969.
La galleria Farneti di Forlì nel 2019 gli ha dedicato la  mostra Nel ricordo di suoi disegni, oli e ceramiche e una seconda mostra, InsolitaMente, nel 2022.

## Opere
I suoi lavori sono censiti nel Catalogo generale dei beni culturali italiani.
Un ciclo di sue opere di carattere religioso, recentemente restaurato, è conservato nella chiesa di Predappio alta.
Un suo dipinto è di proprietà della Provincia di Forlì-Cesena, mentre il dipinto Il fiume Rabbi è conservato dalla Pinacoteca Civica di Forlì.
Altre sue sculture sono esposte nel locale cimitero di San Casciano dove è sepolto egli stesso.